# Ballochorie

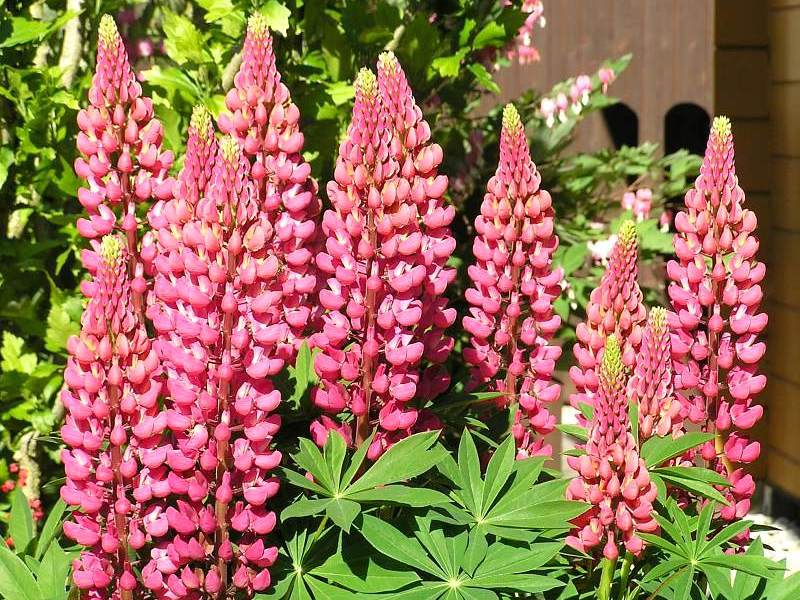
Lupinen gehören zu den Austrocknungsstreuern

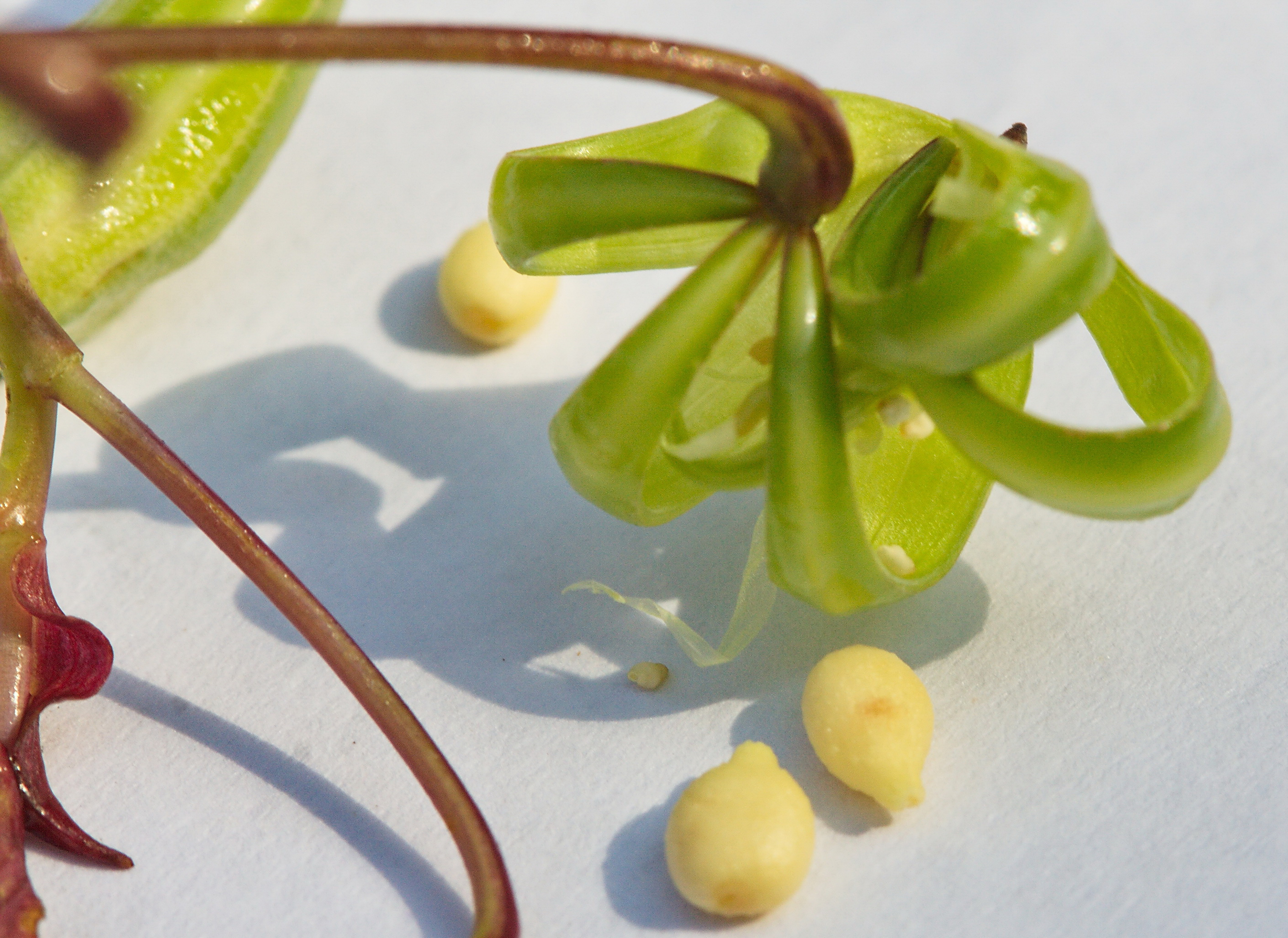
Springkräuter wie Impatiens glandulifera gehören zu den Saftdruckstreuern.

Als Ballochorie, Ballistochorie (griechisch βάλλειν ballein, deutsch ‚werfen‘ und χώρα chora, deutsch ‚Stelle, Gebiet‘) oder auch Ballautochorie sowie Bolochorie, bezeichnet man die meistens selbstständige, autochore aber auch allochore, durch Einwirkung äußerer Kräfte, Ausbreitung von Pflanzensamen durch Wegschleudern. Dazu zählen Schleuder-, Spritz-, Katapult-, Torsions- und Explosionsfrüchte (ballistische Früchte).
Eine Reihe von Pflanzen vermag selbständig ihre Diasporen an einen anderen Ort zu bewegen (Streufrucht, Selbststreuer). Manche Pflanzen nutzen dazu Mechanismen, die den Samen fortschleudern. Dies geschieht durch selbsttätige, plötzliche und explosionsartige Schleuderbewegungen (Autoballochorie). Diese ballautochoren Pflanzen unterteilt man dabei wiederum in zwei unterschiedliche Typen:
- bei Austrocknungsstreuern (Xeroballochoren) reißt das nach der Reife austrocknende Gewebe (Spannungen im Perikarp; Quellung und Entquellung) der Früchte explosionsartig auf, so dass dadurch die Samen herausgeschleudert werden. Ginster und die Gemeine Akelei sowie die Platterbsen sind beispielsweise Pflanzen, die diesen Mechanismus nutzen. Es werden hier Torsions-, Katapult-, Schleuder- oder Explosionsmechanismen benutzt. Sie können auch noch weiter unterteilt werden.
  - Euxeroballochoren; sphäroide, schwere Samen, hoher Druck.[3]
  - Hemixeroballochoren; flache, leichte Samen, leichter Druck, nur teilweise Ausbreitung.[3]
- bei Saftdruckstreuern (Hygroballochoren) kommt es mit der Fruchtreife zu einem Anstieg des Zellsaftdrucks (Turgorballisten). Dadurch schwellen die Wände der Frucht an, die explosionsartig aufreißen, wenn ein bestimmter Druck überschritten wird. Dabei wird der Samen z. T. mehrere Meter herausgeschleudert. Die Spritzgurke und das Springkraut zählen zu den bekanntesten Pflanzen, die sich eines solchen Mechanismus bedienen. Genutzt werden hier Spritz- (Rückstoßschleudern), Explosions- oder Schleudermechanismen (Hebel- oder Quetschschleuder; beim ersten Typus wirken Teile der saftigen Frucht als Hebel, durch welche die Samen fortgeschleudert werden, während beim zweiten Typus durch Quetschung geschwellter Fruchtteile die Ausschleuderung erfolgt).

Auch die sich explosionsartig bewegende Samenschale (Endotesta, Arillus) kann für das Herausschleudern der Samen verantwortlich sein, wie z. B. bei den Oxalis-Arten.
Es gibt aber auch Pflanzen, die mit Hilfe äußerer Einflüsse oder von Tieren ihre Samen durch Wegschleudern verbreiten, wobei diese Typen auch zu anderen Ausbreitungsmechanismen gerechnet werden:
- Tierballisten (Zooballisten) (Zooballochorie) (Semachorie)
- Windballisten (Anemoballisten) (Anemoballochorie) (Semachorie)
- Regenballisten (Hydroballisten) (Hydroballochorie) (Ballombrochorie)